# 女性国際戦犯法廷
女性国際戦犯法廷（じょせいこくさいせんぱんほうてい）は、2000年12月に「戦争と女性への暴力」日本ネットワーク（VAWW-NETジャパン）が開催した民衆法廷。
当時世界的に広まっていた戦争中の性加害告発の動きに「民衆の立場を反映させる」として、旧ユーゴ国際刑事法廷の前所長らを「判事」役に置いて開かれたが、反対尋問などの手続きを欠いたまま、とくに「日本の慰安婦問題」がテーマとなり昭和天皇が「人道に対する罪で有罪」とする判断を示すなどしたため、保守派からは厳しい批判を浴びることとなった。
また、この「法廷」を取り上げたNHKの番組をめぐり、のちにNHKの編集権への政治介入の疑いなどが報道され政治問題化した。

## 概要
VAWW-NETジャパンを中心とする団体で構成され、2000年に東京で開催し、2001年にオランダで「最終判決」として要求事項などを発表した。後にソウル市長となるが、秘書へのセクハラが告発されて自殺した朴元淳が韓国代表「検事役」を務めた。
日本語での副題は「日本軍性奴隷制を裁く2000年女性国際戦犯法廷」、英語での表記：The Women's International War Crimes Tribunal on Japan's Military Sexual Slavery。報道では「模擬法廷」と表現したり、「判決」のように法廷やその関連用語を固有名詞として「 」などで括るなど、一般裁判とは区別されている。韓国政府は女性国際戦犯法廷を従軍慰安婦問題についての国際的な反応の一つと見なしている。
主催者は、「第二次世界大戦中において旧日本軍が組織的に行った強かん、性奴隷制、人身売買、拷問、その他性暴力等の戦争犯罪を、裕仁（昭和天皇）を初めとする9名の者を被告人として市民の手で裁く民衆法廷」としている。2000年には「裕仁は有罪、日本政府には国家責任がある」と判断し、2001年には「最終判決」として内容を公表した。
2020年に「明治学院大学国際平和研究所」の後援で「女性国際戦犯法廷20年オンライン国際シンポジウム」が開催され、「判決」と「証言」を次世代に引き継ぐことを確認した。

## 「法廷」の構成

### 主催者
- 国際実行委員会 共同代表
  - 尹貞玉 - 韓国挺身隊問題対策協議会
  - 松井やより - 元・朝日新聞記者、「戦争と女性への暴力」日本ネットワーク（VAWW-NETジャパン）
  - インダイ・サホール - 女性の人権アジアセンター（ASCENT）

他の主催団体等については、主催者 を参照。
- 「首席検事」役
  - パトリシア・ビサー・セラーズ（旧ユーゴ・ルワンダ国際刑事法廷ジェンダー犯罪法律顧問・アメリカ合衆国）
  - ウスティニア・ドルゴポル（フリンダース大学国際法助教授・オーストラリア）国際法律委員会の調査団として日本軍「慰安婦」問題報告書をまとめた。
  - 韓国代表:朴元淳[5]（ソウル特別市長（2011年10月27日 - 2020年7月9日）　
  - 北朝鮮代表:黄虎男（北朝鮮の工作員として、入帰国拒否となる人物[11][12][13]）

他の「検事」については、「女性国際戦犯法廷」検事団 を参照。

### 法律顧問役
女性国際戦犯法廷メンバーのリスト の法律顧問を参照。

### その他の関係者・関係団体等
- ラディカ・クマラスワミ（スリランカ）
- 池田恵理子（NHKエンタープライズ21プロデューサー、VAWW-NETジャパン運営委員）
- 本田雅和（朝日新聞記者）
- 長井暁（NHKチーフプロデューサー）

また、賛同団体については、「女性国際戦犯法廷」賛同団体 を参照。

## 「傍聴」について
「法廷」内の秩序を保つため、事前に趣旨に賛同した上で「傍聴」を希望する旨の誓約書に署名させ、主催者側の了解が得られた者のみ「傍聴」が認められた。

## 「判決」
2000年12月12日、本「法廷」の「裁判官」らは「判決・認定の概要」を「言い渡し」、「天皇裕仁及び日本国を、強姦及び性奴隷制度について、人道に対する罪で有罪」とした。証拠は、「慰安所が組織的に設立され、軍の一部であり、当時適用可能な法に照らしても人道に対する罪が構成される」とした。また、「裁判官」らは、「日本が当時批准していた奴隷制度、人身売買、強制労働、強姦等の人道に対する罪に関連する各条約、慣習法に違反している」とした。

## 批判
同「法廷」を取材したNHK教育テレビ・ETV特集「ETV2001 　問われる戦時性暴力」が2001年1月の放送前に大きく変更されたことに関し、主催者とNHK等の間で裁判となった。変更された経緯についても各種の報道、意見表明が見られた（NHK番組改変問題を参照）。
「女性国際戦犯法廷」の北朝鮮の検事役を務めた代表者は、報日本政府から北朝鮮の工作員と認定されたことで入国ビザの発行を止められることになった人物であり、「法廷」自体が「北朝鮮による工作活動」「常軌を逸した極左的プロパガンダ」などと批判を浴びたいわくつきのイベントと指摘されている。
「諸君!」は各局テレビ番組が、「女性国際戦犯法廷」支持者側の主張に沿った報道をしており、日本国内世論の大多数は彼らの主張に同調しなかったものの、北朝鮮の「検事役」代表であった黄虎男が日本への入国拒否を受けるような北朝鮮の工作員であること、「法廷」自体が「弁護士」役が存在しない上に「証人」への反対尋問もしないという「法廷」と名乗ることと許されないような極左反日プロパガンダイベントをNHKが特集を組んで無批判に報道したことこそが問題である事実を全く報道していないことを批判している。
東京大学教授高橋哲哉は、当「法廷」を、日本軍性奴隷制の犯罪をジェンダー正義の観点から裁いたことに加えて、戦前との連続を断つ試みであること、東アジアでの平和秩序構築、過去の克服のグローバル化という観点で評価している。 また、法の脱構築を行うところに意味があり、法の暴力性が露呈される試みとして「法廷」は意味をもつとも述べた。
一方で、元NHK職員で経済評論家の池田信夫は、「女性国際戦犯法廷」は松井やより・高橋哲哉・池田恵理子などが発起人になった、昭和天皇側を弁護人役無しかつ欠席裁判で判決を出した上に、北朝鮮の工作員だった黄虎男が北朝鮮側の「検事役」を務めたこと、NHKが「女性国際戦犯法廷」関係者をチーフ・プロデューサーとしたETV特集をしたことに「主催者がNHKの番組をまるごと1本企画し、天皇に有罪を宣告する前代未聞の事件」と指摘している。元東京大学史料編纂所教授の酒井信彦によると、表向きは慰安婦救済とされたが、慰安婦問題を口実にして、史実では戦犯ではなかった昭和天皇に、戦争犯罪人の汚名を着せるために開催された。この裁判劇には、日本側のメディアでは朝日新聞とNHKが深く関与していた。
安倍晋三は、2005年1月中旬に「女性国際戦犯法廷の検事として、北朝鮮の代表者が2人入っていることと、その2人が北朝鮮の工作員と認定されて日本政府よりこれ以降入国ビザの発行を止められていること」を指摘して、「北朝鮮の工作活動が女性国際戦犯法廷に対してされていた」とする見方を示した。過去にNHK職員であった池田信夫も同様の見解を2014年に述べた。
前述の酒井は「「東京裁判不十分史観」あるいは「東京裁判でもまだ足りない史観」」による「裁判劇」だと評した。

## 関連文献
- VAWW-NET Japan編『女性国際戦犯法廷の全記録 （シリーズ：日本軍性奴隷制を裁く―2000年女性国際戦犯法廷の記録）』（2002年5月、緑風出版）ISBN 978-4846102067
- VAWW-NET Japan編『女性国際戦犯法廷の全記録〈2〉 （シリーズ：日本軍性奴隷制を裁く―2000年女性国際戦犯法廷の記録）』（2002年7月、緑風出版）ISBN 978-4846102074
- 女性国際戦犯法廷国際実行委員会編『日本軍性奴隷制を裁く「女性国際戦犯法廷」判決全文』（2001年12月）[21]